# وست کانکشنز
وست کانکشنز (انگلیسی: Waste Connections) شرکت مدیریت پسماند آمریکایی است، که در سال ۱۹۹۷ تأسیس شد.